# Ухта (приток Нюхчи)
Ухта — река в Карелии и Архангельской области России, правый приток Нюхчи (бассейн Онежской губы).

## Описание
Длина реки — 63 км, площадь водосборного бассейна — 320 км². Течение проходит по лесной заболоченной местности, почти полностью в границах Беломорского района Карелии.
Река берёт начало на кряже Ветреный пояс на крайнем юго-востоке района. От истока течёт немного на восток, затем поворачивает влево (крайний восточный участок течения находится на территории Онежского района Архангельской области) и далее течёт, извиваясь, на северо-северо-запад по Прибеломорской низменности. Впадает в Нюхчу по правому берегу в 5 км от её устья и в 3 км к северо-востоку от села Нюхча.
Основные притоки (правые): Маленга (11 км от устья, дл. 25 км), Уккручей (37 км от устья, дл. 13 км).
В бассейне находятся озёра Уккозеро, Попова, Большое Пикозеро, Большое Кривое и другие.
В низовьях реку пересекает ж.-д. линия Беломорск — Обозерский. В бассейне реки расположены посёлок Маленга и пристанционный населённый пункт Маленга.
Правобережная часть бассейна к северу от железной дороги включена в заказник, созданный в целях сохранения эталонной южноприбеломорской болотной системы, эта территория также включена в Перспективный список Рамсарской конвенции как водно-болотное угодье международного значения.

## Данные водного реестра
По данным государственного водного реестра России относится к Баренцево-Беломорскому бассейновому округу, водохозяйственный участок реки — реки бассейна Онежской губы от южной границы бассейна реки Кемь до западной границы бассейна реки Унежма, без реки Нижний Выг. Речной бассейн реки — бассейны рек Кольского полуострова и Карелии, впадающих в Белое море.
Код объекта в государственном водном реестре — 02020001412102000007440.